# Bezirk Bialystok

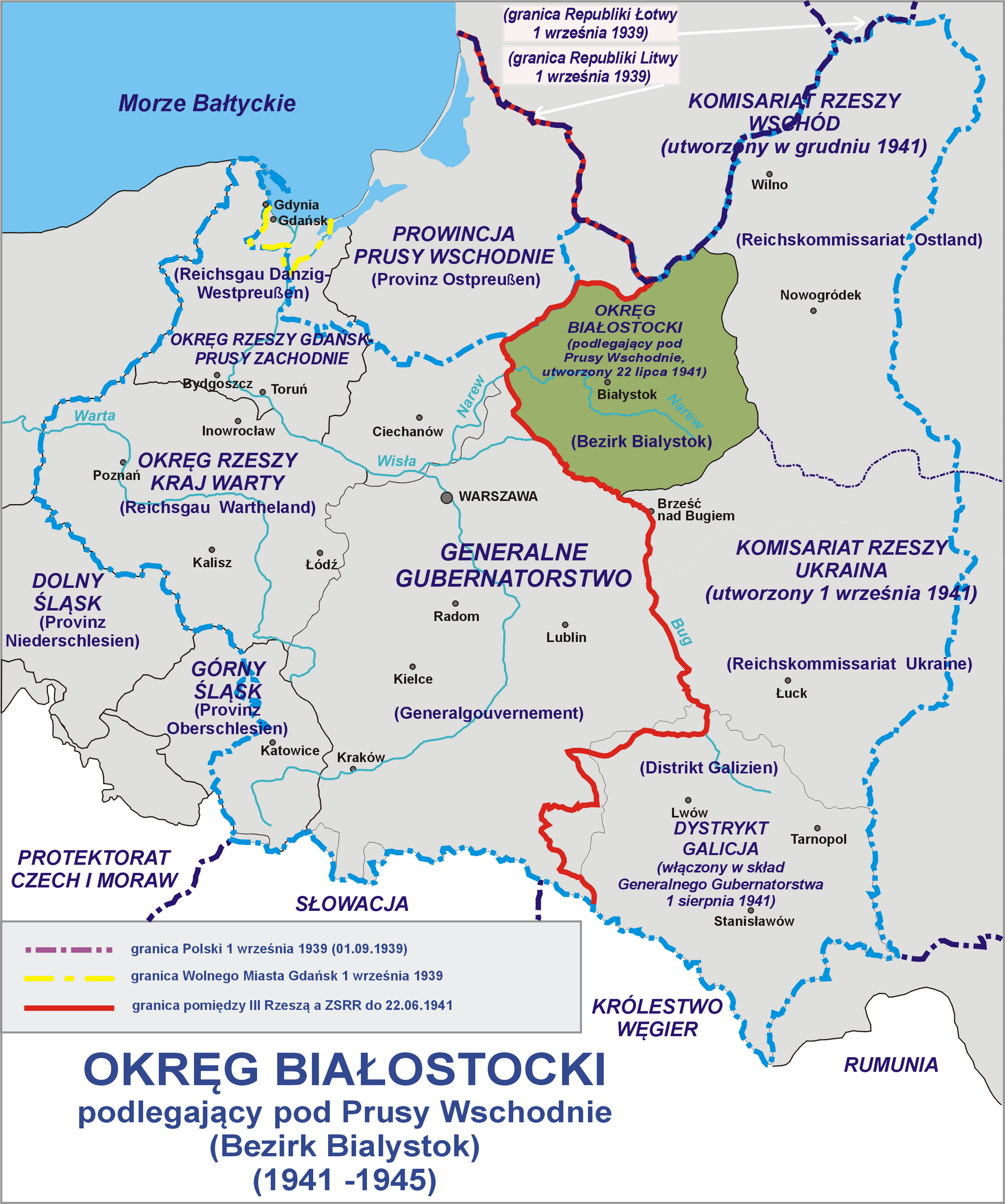
Bezirk Bialystok (markerat i grönt) år 1942.

Bezirk Bialystok, även benämnt Bezirk Belostok, var ett administrativt område som tillhörde Tredje riket under andra världskriget. Bezirk Bialystok, som ägde bestånd från 1941 till 1945, var beläget sydost om Ostpreussen och inbegrep delar av Polen, Vitryssland och Litauen.